# Амбіції
Амбіції — риса характеру, яка характеризує людей, які прагнуть покращити своє становище або досягти високих цілей. Його класифікували як чесноту, так і як порок.

## Історія
Використання слова «амбітний» у «Юлії Цезарі» Вільяма Шекспіра (1599), наприклад, вказує на те, що воно вживається для опису людини, яка безжально прагне отримати владу та вплив:
Благородний Брут
 Я сказав вам, що Цезар був честолюбним:
 Якщо це було так, це була серйозна помилка.
Однак сьогодні когось можна назвати «амбітним», хто має більш доброзичливі прагнення: хтось має високі цілі, прагнення, ініціативу, наполегливість і прагне до досконалості.
Арістотель зіткнувся з такою ж двозначністю в грецькій мові, де φιλότιμος (амбіції) та ἀφιλότιμος (відсутність амбіцій) мали позитивні чи негативні конотації залежно від контексту. Він не зміг знайти вдалого терміну, який би однозначно описував бажану золоту середину для цієї риси: «оскільки немає визнаного терміну для дотримання середнього, крайнощі борються, так би мовити, за те, що здається порожнім».
Амбіції можуть виявлятися в різних формах, від прагнення до влади та територіального розширення до досягнень у науці, мистецтві чи соціальних змінах. Прикладів амбіцій в історії:
1. Александр Великий, цар Македонії, мав великі амбіції щодо завоювань і створення великої світової імперії. Його походи привели до великих змін у складі і культурі захоплених територій.
2. Гай Юлій Цезар бажав розширити римську імперію та консолідувати владу під своєю диктатурою. Його амбіції визначили багато політичних подій в Римі та привели до створення Римської імперії.
3. Мартін Лютер, виступаючи проти практик Римсько-католицької церкви, виступав за реформу християнства. Його амбіції сприяли початку Реформації та створенню протестантських релігійних груп.
4. Леонардо да Вінчі, великий італійський художник та вчений, мав амбіції у сфері мистецтва, науки та інженерії. Він створив велику кількість картин, рукописів та винаходів, що залишили глибокий слід в історії.
5. Єлизавета I, королева Англії та Ірландії, виявила амбіції у сфері політики та культури. Її довгий і успішний правління відоме як Єлизаветинська епоха, що призвело до економічного розвитку та виникнення англійського Ренесансу.
6. Еммелін Панкгерст - британська суфражистка та лідерка руху за права жінок. Вона виступала за виборче право для жінок і боролася за рівність в суспільстві.
7. Марія Склодовська-Кюрі, вчена-фізик, лауреат Нобелівської премії, була піонеркою у вивченні радіоактивності та першою жінкою, яка отримала Нобелівську премію у двох різних науках (фізика та хімія).
8. Мао Цзедун, лідер Китайської Комуністичної Партії, мав амбіції перетворити Китай на соціалістичну державу. Його лідерська роль призвела до створення Китайської Народної Республіки.
9. Рігоберта Менчу - індіанська жінка з Гватемали, активістка прав людини та культурної амбасадоркою своєї громади. Вона отримала Нобелівську премію миру за свою роботу в захисті прав корінного народу.

## Походження і природа
Амбіції тлумачилися як рішуча кульмінація сміливого особистого рішення, а також як сприйнятливе прийняття великої долі, визначеної ззовні. Його можна охарактеризувати як спонукання або привід, що змушує людину з амбіціями почуватися некомфортно, доки вона не реалізує свої цілі. Цей дискомфорт може частково виникати через те, що надвисокі цілі, які характеризують амбіції, як правило, стають відомими багатьом. Шотландський філософ-емпірист Девід Г'юм назвав це «найневиліковнішою і найнегнучкішою з людських пристрастей».
Американська філософиня Агнес Каллард протиставляє амбіції прагненню: на її думку, амбіції стосуються цілей із уже визначеною цінністю: грошей, влади, слави тощо. Прагнення, ж стосуються цілей, цінність яких людина ще не повністю розуміє, але які сподівається зрозуміти в процесі їх досягнення.